# SNK
SNK（日語：株式会社SNK）是一家日本的電子遊戲公司，於1978年7月22日成立。SNK此簡稱缘起自日文的羅馬拼音：Shin Nihon Kikaku的三個字首 ，英譯為New Japan Project。SNK製作發行過很多有名的格鬥遊戲，在2001年10月30日宣布破產，將所有知識產權轉入早於同年8月1日成立的PLAYMORE公司之下，2003年7月7日更名為SNK Playmore作為原來的PLAYMORE公司名稱。2015年8月6日被中國蕪湖順榮三七互娛公司收買併購。2016年4月25日宣佈公司重新回歸為SNK作為公司名稱並會用這個名義去製作發行遊戲。2016年12月1日，SNK Playmore官方宣布将其公司重新名为SNK。

## 歷史

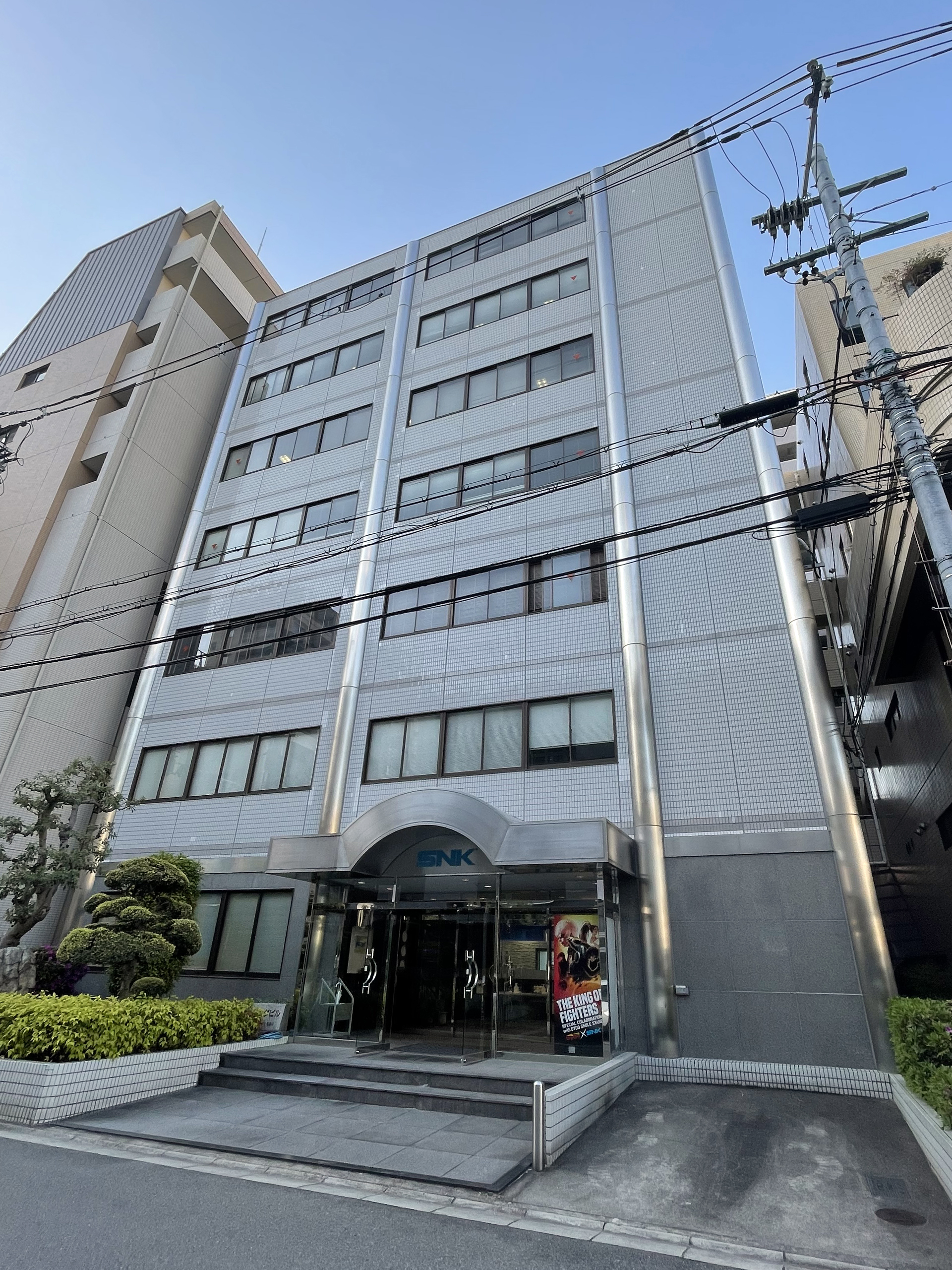
位於日本大阪府吹田市江坂町1丁目16番17号的Yungu大廈（1991年5月入伙），自2009年起成為SNK總部至2023年。

原先在大阪經營喫茶店和土木建設業的川崎英吉，在1973年收購了一家神戶的電機公司並創立了名為的公司，1978年7月22日將公司組織改編並開始投入街機事業。1986年，公司名稱由改成SNK（株式会社エス・エヌ・ケイ）。
1990年，SNK推出了與Neo Geo街機基板性能相同的SNK NEOGEO家用機，這款售價高達650美元的主機發售後，SNK在家用機市場上的接連失敗也就從此開始。1994年，NEOGEO引以為豪的卡帶在次世代主機CD-ROM面前相形見絀，200美元的超高售價也使其淪為異類。於是SNK又推出了該主機上的CD-ROM，可惜單倍速的超慢讀盤速度也廣受詬病，其後雖然也推出了雙倍速CD-ROM，不過基本上都不具備實用價值。雖然在硬體上沒有大作，然而憑藉街機“KOF系列”的熱賣，在1995年之後SNK一直呈現良好的財務運營狀況。SNK並不滿足於這一略顯頹勢的市場，面對《VR快打》、《鐵拳》以及老對手CAPCOM的3D化《快打旋風EX》，SNK決定進軍3D市場。1997年SNK投入了大量資金開發的Hyper Neogeo 64公佈，3D化的《侍魂》轟動一時，SNK還宣佈將會製作3D版的《KOF》。
後來的事實證明Hyper Neogeo 64正是SNK歷史上最失敗的投資。1997年3D版的《侍魂64》發售，除了精美的人物CG之外，其他實質部分遭到了系列玩家的全盤否定。一年後《侍魂阿斯拉斬魔傳》發售，同樣遭到幾乎完敗的命運。此外該底板上的3D版《餓狼傳說》同樣惡評如潮。SNK在Hyper Neogeo 64上的鉅額投資血本無歸，同時期NEO GEO Pocket由於缺乏遊戲軟體銷量停滯不前，SNK從此陷入財務窘境。2000年初，SNK宣佈虧損達380億日元。
此時SNK創辦人川崎英吉找上了日本最大的博彩機台製造商ARUZE（已在2009年改名為UNIVERSAL ENTERTAINMENT CORPORATION）。當SNK主動上門尋求收購時，ARUZE答應出資50億日元買入SNK51%的股權，並對外承擔其債務成為新債務人。SNK在ARUZE的資助之下開發了《IRE-GUI》、《CRAZY RACER》、《爆釣》三款博彩機台，市場評價也相當不錯。ARUZE有意將其完全轉型成博彩機台開發的專門公司，不過川崎似乎不滿意這種做法，因此2001年3月先向大阪法院提出了特定調停想藉此和ARUZE方協調，但結果是跳票收場，於是2001年4月又向大阪法院提出民事再生方案。經法院審理民事再生並未通過，同年10月30日宣告破產倒閉。
事實上提出民事再生不久後川崎在韓國組建了一家叫做BrezzaSoft的公司，SNK在破產前將所有遊戲版權、角色肖像權以及ARUZE資助下開發的三款博彩機台版權移轉到這家公司。2001年8月1日，川崎又在韓國投資成立一家名為PLAYMORE的公司，並將之前移轉到Brezzasoft的所有權利轉移回PLAYMORE，轉移之後Brezzasoft公司正式結業。不過PLAYMORE初期財務狀況不穩定，因此將《KOF2001》、《KOF2002》版權賣給韓國遊戲公司Eolith以便獲得需要的資金。而SNK在倒閉後，川崎以韓國PLAYMORE的名義，在日本成立分公司Sun Amusements（2003年6月公司名稱變更為「SNK NEOGEO」）。
由於ARUZE方並不知道《IRE-GUI》、《CRAZY RACER》、《爆釣》三款博彩機台的版權已經移轉到PLAYMORE手上而仍繼續使用，於是2002年10月PLAYMORE在大阪法院控告ARUZE在未經其許可的情況下非法使用旗下的產品版權獲得巨額賠償金。2003年7月，PLAYMORE將名稱變更為SNK PLAYMORE，同時和日本分公司SNK NEOGEO合併，總部亦由韓國移回日本大阪府吹田市豐津町14番12號的江坂大廈（初代SNK總部大樓原址再度使用）。
2009年6月，SNK總部搬遷至吹田市江坂町的Yungu大廈（ユングビル）。
2015年8月6日，东方证券旗下东方星晖并购基金联合中国大陆游戏运营商顺荣三七在共同子公司喆元文化的主导下透过海外投资平台收购了SNK Playmore公司81.25%的股权，收购对价约为6350万美元，并于当日完成收购交易。
於2016年4月25日正式發表《KOFXIV》的同時宣佈公司重新回歸為SNK作為公司名稱，並且會用SNK這名義發行，在往後的製作及發行遊戲亦同樣，更重新在公司標誌之下冠上當年的“The Future is Now”這個標語。
2017年4月 - 東京分公司設立。
2019年5月 - 於韓国KOSDAQ上市。
2020年11月 - 沙特阿拉伯王儲穆罕默德·本·薩勒曼·沙特旗下的遊戲公司 Electronic Gaming Development Company（EGDC）收購了香港公司 Zuikaku Co., Limited 持有的 SNK 的 33.3％  股權。成為SNK最大的股東。
2021年

3月 - Electronic Gaming Development Company取得33.3%股權。

4月 - 沙烏地阿拉伯選出的3名SNK董事就任。

10月 - 松原健二就任代表董事CEO。

12月 - 東京分公司搬遷至東京都品川區。

12月17日 - Electronic Gaming Development Company啟動公開收購程序（TOB）。SNK方表明贊同公開收購。
2022年

2月15日 - Electronic Gaming Development Company取得96.18%股權。沙國王儲所占股權幾近完全持有公司。

4月14日 - 臨時股東總會決議啟動下市手續。

5月18日 - KOSDAQ下市。
2023年

3月20日 - SNK總部搬遷至大阪市淀川區的新大阪第2NK大廈。

## 歷代商標

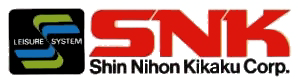
新日本企劃時期的SNK標誌（由1982年至1985年間）
由1990年起使用的SNK標誌（至2001年停用）
SNK Playmore標誌（由2003年至2016年間）
正式回歸SNK原名（2016年起），並列標語The Future Is Now。

## 電子遊戲機硬體

### 街機
MVS(1990)
- MVS(Multi Video System)是SNK所推出的街機機版（下板），它和同是SNK產品家用遊戲機Neo Geo AES有著深切的關係，當年，街機和家用機的性能有著很大的差別，街機的性能往往比家用機出色，想要在家裡玩到素質如同街機般的遊戲是很困難的。SNK於1990年4月SNK推出了「NEOGEO SYSTEM」（即AES，其口號是「將厲害的遊戲帶到家裡玩」，這是由於MVS和AES在規格上完全一樣。於是就能完全移植街機遊戲為此一目標。此外，NEOGEO SYSTEM另一特點是使用採用記憶卡作記憶，這和SEGA的VMS系統相同。

 HYPER NEOGEO 64(1997)
- 做為MVS的繼任機型，追求比MVS更好的2D格鬥遊戲處理效能。不過由於考慮到當時同業在3D遊戲的競爭，為了打入3D市場就在開發期間加入了原本不在計畫中的3D電腦圖形處理運算機能。但由於原本的設計就是2D而非3D遊戲機版，在3D遊戲的運行上不論是浮點數的運算和CPU處理軟體的速度都是相當緩慢且不順暢，性能遠不如當時SEGA和南夢宮的同期機型。在此機版上推出的《侍魂64：阿修羅斬魔傳》、《餓狼傳說 WILD AMBITION》、《武力 〜BURIKI ONE〜》等遊戲皆因為上述理由而負評居多。

### 家庭用遊戲機
NEOGEO（AES）（1990年4月26日）
 NEOGEO CD（1994年9月9日）
 NEOGEO CD Z（1995年12月29日）
- NEOGEO CD體積小型化並改善CD-ROM讀入速度的版本，不過遊戲內的過場讀取速度仍然未改善。由於世面上販售的遊戲片也幾乎全都是MVS上的移植作品而沒有新作，銷售量並不如同期發售的SEGA土星和PlayStation。在1999年的《拳皇'99》之後就再也沒有發售過本主機專用的遊戲片。

 NEOGEO mini（2018年7月24日）
NEOGEO Arcade Stick Pro（2019年11月11日）
- 是街機搖桿，同時是遊戲主機的產品。SNK 當時表示會預載20 款格鬥遊戲，可切換「搖桿模式」與「主機模式」 可作為搖桿連接「NEOGEO mini」或PC 。

### 攜帶型遊戲機
NEOGEO POCKET（1998年10月28日） 
 NEOGEO POCKET COLOR（1999年3月19日） 
 NEOGEO X（2012年12月18日）
- 由SNK Playmore授權給美國公司Tommo開發，搭載3.5吋液晶螢幕和SD卡插槽，內建20款遊戲。[27]

## 主要作品系列
- 侍魂

最新作：侍魂 曉（2019年）
- 餓狼傳說

最新作：餓狼傳說 群狼之城（2025年）
- 龍虎之拳

最新作：ART OF FIGHTING 龍虎之拳 外傳（1996年）
- KOF 拳皇（其他譯名：格鬥天王）

最新作：拳皇XV（2022年）
- Metal Slug 合金彈頭（其他譯名：鋼鐵蟲師）

最新作：合金彈頭XX（2009年）

## 電玩遊戲作品
1986年
- 《怒》
- 《雅典娜》
- 《怒号層圏》

1987年
- 《超能力戰士（日语：サイコソルジャー）》

1989年
- 《Beast Busters（日语：ビーストバスターズ）》
- 《怒III》

1990年
- 《NAM-1975（日语：NAM-1975）》
- 《怪獸之王》
- 《麻將狂列傳 -西日本編-（日语：麻雀狂列伝 -西日本編-）》
- 《Cyber-Lip》
- 《JOYJOYKID》
- 《League Bowling（日语：League Bowling）》

1991年
- 《餓狼傳說》
- 《戰國傳承（日语：戦国伝承）》
- 《ASOII -LAST GUARDIAN-（日语：ASOII -LAST GUARDIAN-）》
- 《Burning Fight（日语：バーニングファイト）》
- 《QUIZ大搜查線（日语：クイズ大捜査線）》
- 《2020年超級棒球（日语：2020年スーパーベースボール）》
- 《LAST RESORT》

1992年
- 《World Heroes（日语：ワールドヒーローズ）》
- 《龍虎之拳》
- 《餓狼傳說2》

1993年
- 《侍魂》
- 《World Heroes 2》
- 《餓狼傳說SPECIAL》
- 《龍虎之拳2》
- 《戰國傳承2》

1994年
- 《拳皇'94》
- 《World Heroes 2 Jet》
- 《真侍魂：霸王丸地獄變》

1995年
- 《風雲默示錄（日语：風雲黙示録）》
- 《餓狼傳說3》
- 《World Heroes Perfect》
- 《拳皇'95》
- 《侍魂：斬紅郞無雙劍》
- 《REAL BOUT 餓狼傳說》
- 《PULSTAR（日语：パルスター）》

1996年
- 《 (Metal Slug)》
- 《龍虎之拳外傳》
- 《拳皇'96》
- 《侍魂：天草降臨》
- 《風雲 SUPER TAG BATTLE（日语：風雲スーパータッグバトル）》
- 《NINJA MASTER'S〜霸王忍法帖〜（日语：NINJA MASTER'S〜覇王忍法帖〜）》

1997年
- 《拳皇'97》
- 《月华剑士》
- 《侍魂64》
- 《拳皇 京》
- 《REAL BOUT 餓狼傳說SPECIAL 》

1998年
- 《 (Metal Slug) 2》
- 《REAL BOUT 餓狼傳說2 THE NEWCOMERS》
- 《拳皇'98》
- 《侍魂64：阿修羅斬魔傳》
- 《月华剑士第二幕》

1999年
- 《餓狼傳說 WILD AMBITION》
- 《 (Metal Slug) X》
- 《武力 〜BURIKI ONE〜（日语：武力 〜BURIKI ONE〜）》
- 《拳皇'99》
- 《餓狼 群狼之證》
- 《侍魂：劍客異聞錄 甦醒的蒼紅之刃》
- 《SNK VS. CAPCOM（日语：SNK VS. CAPCOM）》

2000年
- 《 (Metal Slug) 3》
- 《拳皇2000》

2001年
- 《拳皇2001》
- 《戰國傳承2001》

2002年
- 《 (Metal Slug) 4》
- 《拳皇2002》

2003年
- 《侍魂：零》
- 《拳皇2003》
- 《 (Metal Slug) 5》
- 《SNK VS. CAPCOM SVC CHAOS（日语：SNK VS. CAPCOM SVC CHAOS）》

2004年
- 《侍魂：天下一劍客傳》
- 《拳皇 Neowave》
- 《拳皇 极限冲击》

2005年
- 《拳皇XI》
- 《Neo Geo Online Collection（日语：NEOGEO_オンラインコレクション）》

2006年
- 《 (Metal Slug) 6》
- 《拳皇 極限衝擊 MANIAX》
- 《拳皇 極限衝擊2》

2007年
- 《心跳魔女神判！》
- 《Days of Memories（日语：Days of Memories）》

2008年
- 《Days of Memories（日语：Days of Memories） 2》
- 《 (Metal Slug) 7》
- 《心跳魔女神判2！》
- 《侍魂：閃》
- 《拳皇'98UM》

2009年
- 《 (Metal Slug) XX》
- 《Days of Memories（日语：Days of Memories） 3》
- 《拳皇XII》
- 《拳皇 极限冲击 规则A》
- 《拳皇'2002UM》

2010年
- 《拳皇XIII》

2016年
- 《拳皇XIV》
- 《 (Metal Slug) Attack》

2018年
- 《SNK女傑狂熱大亂鬥》

2019年
- 《侍魂 曉》

2022年
- 《拳皇XV》

2025年
- 《餓狼傳說 群狼之城》

## 外部連結
- SNK日本官方網站（页面存档备份，存于）
- SNK美國官方網站（页面存档备份，存于）
- SNK香港官方網站（页面存档备份，存于）
- SNK中國官方網站（页面存档备份，存于）
- SNK韓國官方網站（页面存档备份，存于）
- Planet-SNK（页面存档备份，存于）
- Perfect mania（页面存档备份，存于）
- 墓標（页面存档备份，存于）